# Polengan
Polengan is een bestuurslaag in het regentschap Magelang van de provincie Midden-Java, Indonesië. Polengan telt 1937 inwoners (volkstelling 2010).